# Čėsna
Čėsna ist ein litauischer männlicher Familienname.

## Herkunft
Der Familienname ist slawischer  Herkunft. Russisch  честный bedeutet 'ehrlich'.

## Weibliche Formen
- Čėsnaitė (ledig)
- Čėsnė (neutral)
- Čėsnienė (verheiratet)

## Namensträger
- Petras Čėsna (* 1945), litauischer Manager und Politiker
- Šarūnas Čėsna (* 1982), Politiker, Bürgermeister von Kaišiadorys